# دعوا روی رود نیل
دعوا روی رود نیل (عربی: صراع في النيل، آوانگاری: Sira‘ Fi Al Nil) یک فیلم به کارگردانی عاطف سالم است که در سال ۱۹۵۹ منتشر شد. از بازیگران آن می‌توان به عمر شریف اشاره کرد.